# Phyllochaetopterus herdmani
Phyllochaetopterus herdmani is een borstelworm uit de familie Chaetopteridae. Het lichaam van de worm bestaat uit een kop, een cilindrisch, gesegmenteerd lichaam en een staartstukje. De kop bestaat uit een prostomium (gedeelte voor de mondopening) en een peristomium (gedeelte rond de mond) en draagt gepaarde aanhangsels (palpen, antennen en cirri).
Phyllochaetopterus herdmani werd in 1905 voor het eerst, als Spiochaetopterus herdmani, wetenschappelijk beschreven door Hornell in Willey.